# Metropolia Ndoli
Metropolia Ndoli – jedna z 3 metropolii Kościoła rzymskokatolickiego w Zambii. Została ustanowiona 18 czerwca 2024. 

## Diecezje
- Archidiecezja Ndoli
  - Diecezja Kabwe
  - Diecezja Solwezi

## Metropolici
- Benjamin Phiri (od 2024)